# John Powell (friidrottare)
John Gates Powell, född 25 juni 1947 i San Francisco, Kalifornien, död 18 augusti 2022 i Las Vegas, Nevada, var en amerikansk friidrottare inom mångkamp.
Han tog OS-brons i diskuskastning vid friidrottstävlingarna 1976 i Montréal.